# Matthieu Verschuère
Mathieu Verschuère (Amiens, 8 febbraio 1972) è un ex calciatore francese, di ruolo centrocampista.

## Carriera
Ha giocato nelle prime divisioni dei campionati di Francia e Belgio, potendo vantare 11 presenze nelle competizioni calcistiche europee.
Durante la sua carriera ha totalizzato 480 presenze e 7 reti, 79 incontri e 1 gol in Ligue 1, 204 partite e 2 marcature in Pro League, 159 sfide e 2 segnature in seconda divisione e 27 presenze e 2 gol in terza divisione.